# Савичка
Савичка — посёлок в Злынковском районе Брянской области, в составе Щербиничского сельского поселения. 
 Расположен в 9 км к востоку от города Злынки, в 6 км к югу от села Деменка. Постоянное население с 2005 года отсутствует.

## История
Упоминается с середины XIX века как Савичева (Хмелевская) Гута; входил в Лакомобудскую волость.
С 1920-х гг. до 1960 года состоял в Дубровском, Барковском сельсовете; в 1960—1988 — в Деменском, в 1988—2005 — в Большещербиничском сельсовете.
| Годы      | 1859 | 1897 | 1926 | 1979 | 1989 | 2002 | 2010 |
| --------- | ---- | ---- | ---- | ---- | ---- | ---- | ---- |
| Население | 10   | 33   | 151  | 32   | 8    | 4    | 0    |